# Claudia Steger
Pour les articles homonymes, voir Steger.
Claudia Steger est une joueuse allemande de volley-ball née le 10 mars 1990 à Chemnitz. Elle mesure 1,78 m et joue au poste de réceptionneuse-attaquante. 

## Clubs
| Club                        | De        | À         |
| --------------------------- | --------- | --------- |
| Chemnitzer PSV              |           |           |
| Fighting Kangaroos Chemnitz |           | 2008-2009 |
| VfB Suhl                    | 2009-2010 | 2012-2013 |
| VolleyStars Thüringen       | 2013-2014 | 2015-2016 |
| VfB Suhl                    | 2016-2017 | …         |

## Palmarès
- Coupe d'Allemagne
  - Finaliste: 2010, 2011, 2014.